# Bildungssystem in Luxemburg

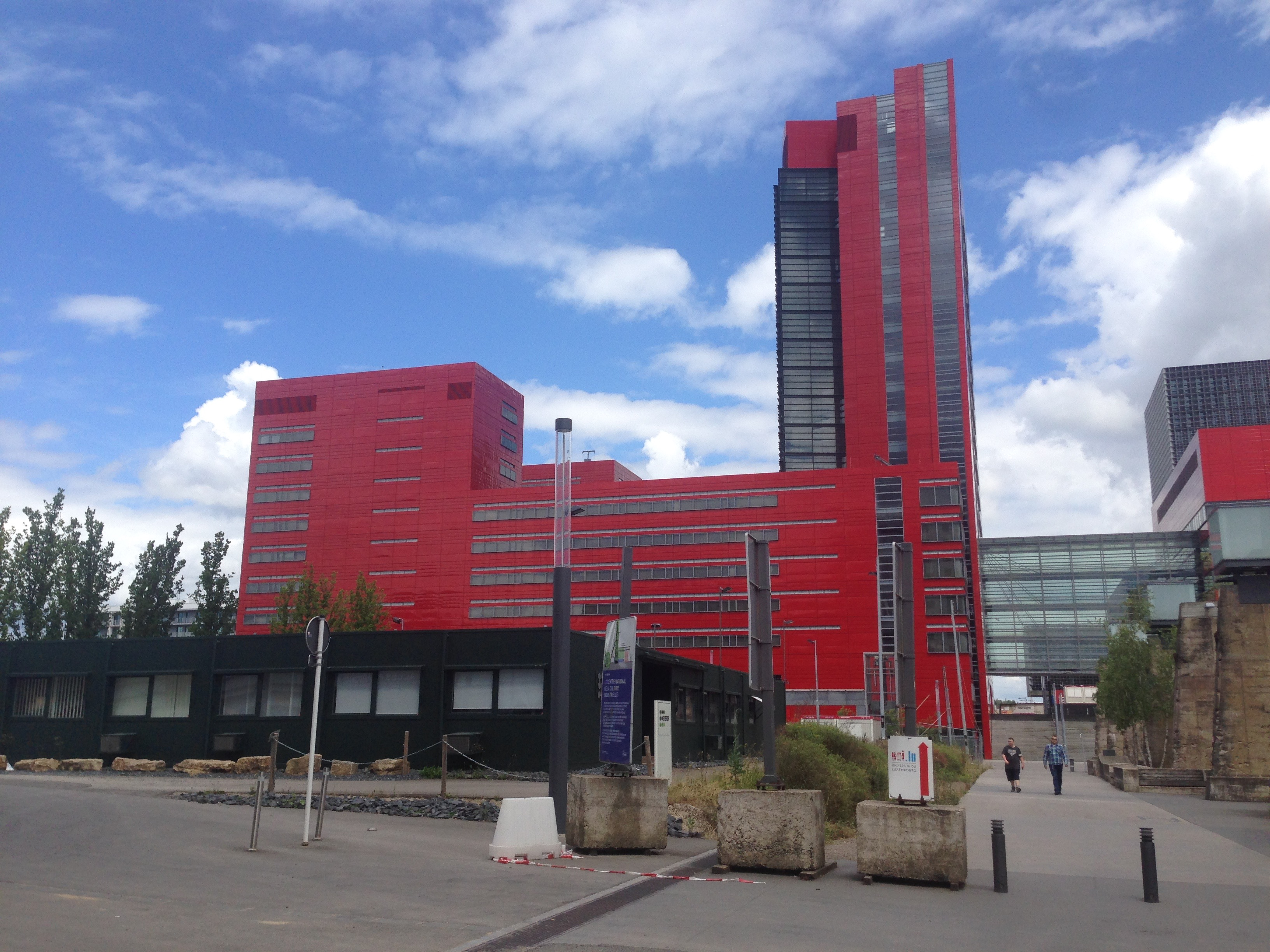
Universität Luxemburg

Das Bildungssystem in Luxemburg besteht aus den in den OECD-Staaten üblichen Bildungsstufen von der frühkindlichen Erziehung, der Primar- und Sekundarstufe und der Tertiärstufe mit Hochschule und erweiterter Berufsausbildung. Die Aufsicht liegt im Staat Luxemburg beim Ministerium für Bildung, Kinder und Jugend.
Das luxemburgische Schulwesen zeigt mehrere Probleme wie beispielsweise den großen Aufwand für den Fremdsprachenunterricht in Deutsch, Französisch und Englisch sowie einen hohen Anteil ausländischer Schüler, besonders aus romanischen Ländern mit besonderen Schwierigkeiten am Deutschunterricht. Das Bildungswesen erhält nach dem Sozialbudget mit 9,5 Prozent den zweitgrößten Anteil des Staatshaushaltes (2020). Die Lehrergehälter sind die höchsten in der Welt, doppelt so hoch wie in Frankreich. Die Bildungsausgaben entsprachen gut 5 % des BIP, mehr als der Durchschnitt in der OECD. Dennoch hat Luxemburg in den PISA-Studien bis 2018 (2022 nicht teilgenommen) unter dem Durchschnitt abgeschnitten, schlechter als z. B. Deutschland. Eine Inklusion aller Schüler in die Regelschule wird angestrebt.

## Schulsystem

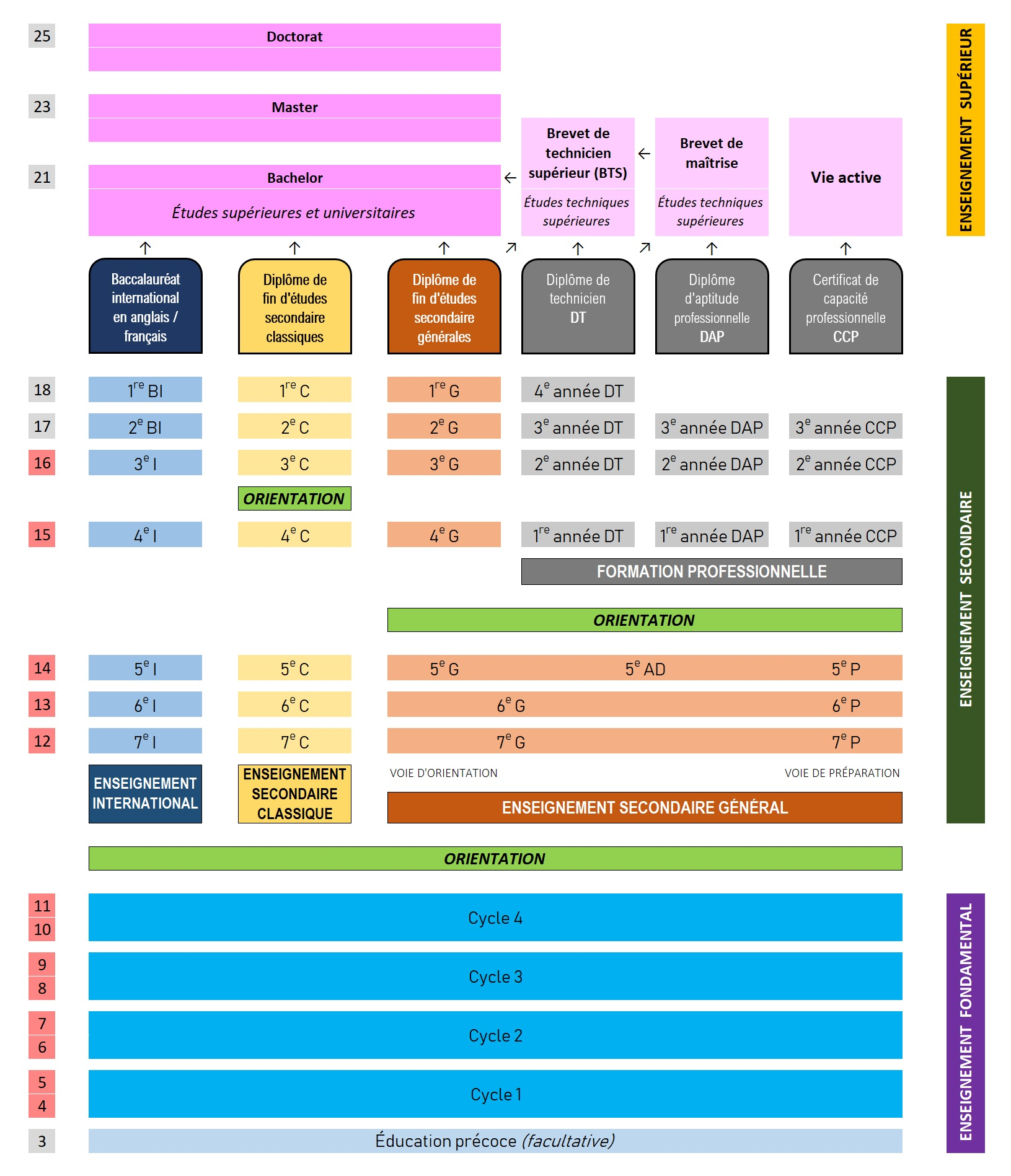
Das luxemburgische Schulsystem (ab 2018–2019)

In Luxemburg besteht eine Schulpflicht von zwölf Jahren, vom 4. bis zum 16. Lebensjahr:

### Grundschule
- Grundschule von drei bis elf Jahre, unterteilt in vier Zyklen:
  - Zyklus 1: drei bis fünf Jahre, beinhaltet die fakultative frühkindliche Erziehung (éducation précoce) sowie die Vorschule (éducation préscolaire);
  - Zyklus 2: sechs bis acht Jahre;
  - Zyklus 3: acht bis zehn Jahre;
  - Zyklus 4: zehn bis zwölf Jahre; die Zyklen 2 bis 4 entsprechen der Primarstufe (enseignement primaire).

Seit 1999 gibt es die fakultative einjährige frühkindliche Erziehung (éducation précoce) vor der obligatorischen zweijährigen Vorschule (éducation préscolaire); dieser erste Zyklus der Grundschule soll eine bessere Sozialisation sowie eine sprachliche, soziale und schulische Integration ermöglichen.

### Sekundarunterricht

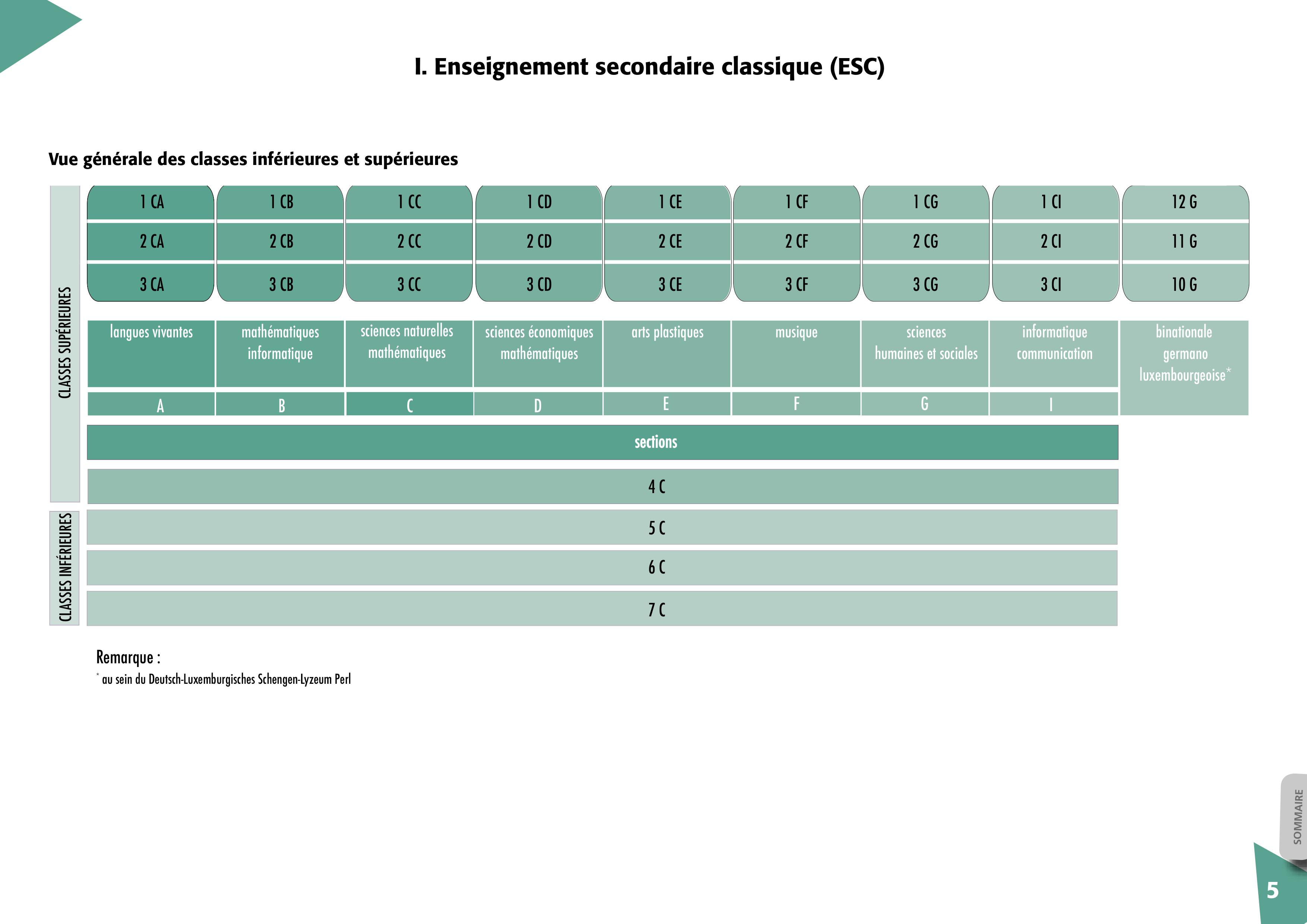
Detaillierter Systemaufbau – Klassischer Sekundarunterricht (ESC)/Luxemburg

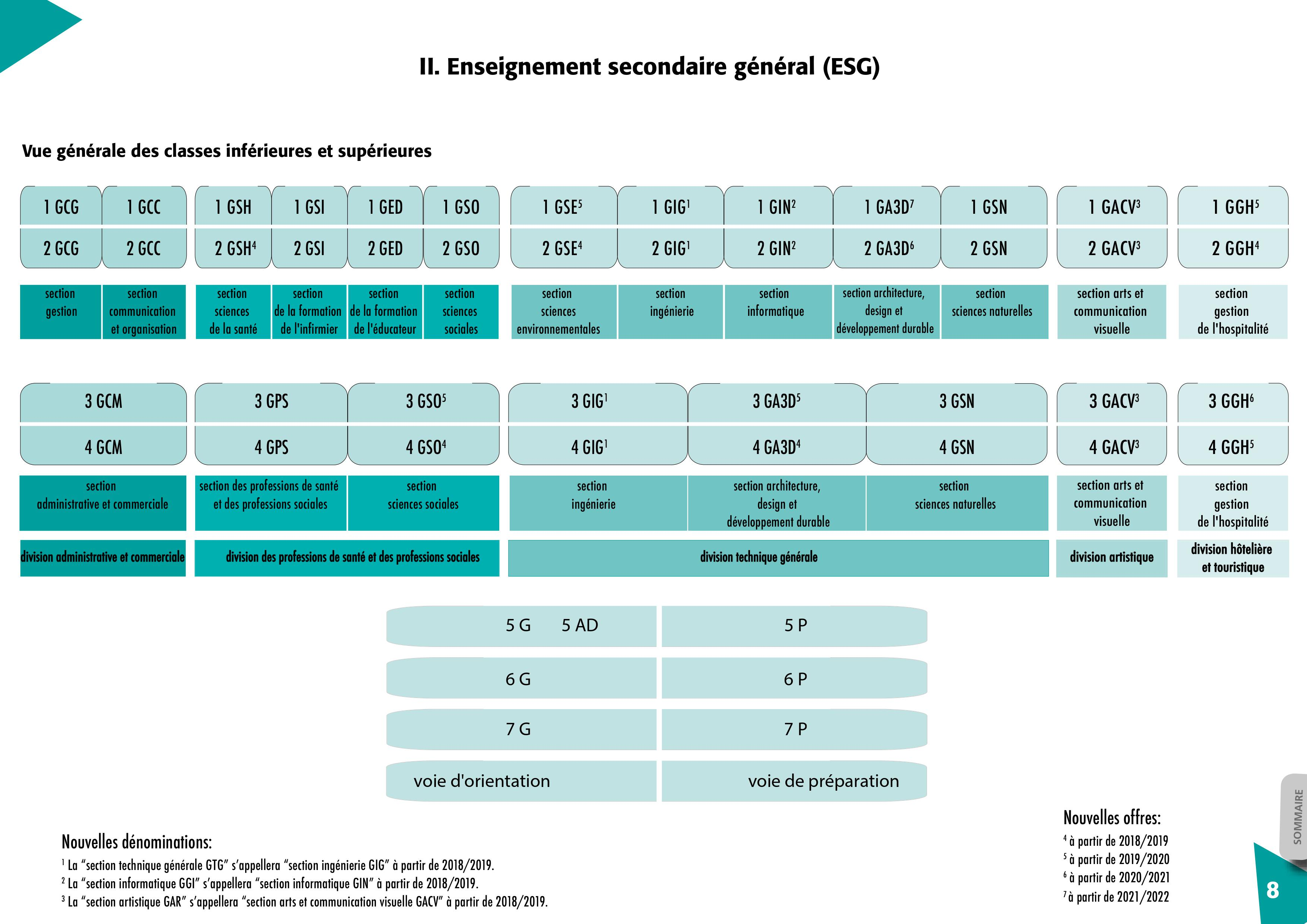
Detaillierter Systemaufbau – Allgemeiner Sekundarunterricht (ESG)/Luxemburg

- Sekundarunterricht (enseignement postprimaire) bis mindestens 16 Jahre.

Nach dem vierten Zyklus entscheidet eine Orientierungskommission über den avis d’orientation. Sind die Eltern damit nicht einverstanden, können sie das Kind zu einem examen de recours anmelden. Es stehen zwei mittlere Bildungswege offen:
- Der klassische Sekundarunterricht (enseignement secondaire classique - ESC) (für 38,7 % der Schüler laut Bildungsbericht 2021). Der Abschluss nach sieben Jahren (7.–13. Klasse) besteht aus dem diplôme de fin d’études secondaire classiques, das den Zugang zum Universitätsstudium ermöglicht. Die letzten drei Jahre werden hier in sogenannten Sektionen, die fachrichtungsspezialisierten Unterricht bieten, absolviert. Es gibt acht Sektionen (section A: Sprachen, section B: Mathematik-Informatik, section C: Naturwissenschaften-Mathematik, section D: Wirtschaft-Mathematik, section E: Bildende Kunst, section F: Musik, section G: Geistes- und Sozialwissenschaften, section I: Informatik-Kommunikation), die die Schüler nach Belieben (und Qualifikation) auswählen können.

- Der allgemeine Sekundarunterricht (enseignement secondaire général - ESG) (direkt 48,6 % der Schüler + 12,2 % über voie de préparation, letztere als „Vorbereitungsweg“ der leistungsschwächeren Schüler mit anwachsender Tendenz laut Bildungsbericht 2021). Die Unterstufe wird unterteilt in eine Orientierungsstufe und eine berufsvorbereitende Stufe.
  1. Ein Teil der Schüler entscheiden sich nach der Orientierungsstufe für eine Fachrichtung in den letzten vier Jahren. Hierzu gehören Verwaltungs- und Handelswesen, Gesundheits- und Sozialberufe, Allgemeine Technik, Kunst sowie Hotelwesen und Touristik. In den letzten zwei Jahren besteht die Möglichkeit, sich innerhalb dieser Fachrichtungen weiter zu spezialisieren. Der Abschluss nach sieben Jahren (7.–13. Klasse) besteht aus dem diplôme de fin d’études secondaire générales und führt zur Allgemeinen Hochschulreife. Schüler aus der Fachrichtung Gesundheits- und Sozialberufe haben zusätzlich die Möglichkeit eine Ausbildung zum Krankenpfleger oder Erzieher zu machen.
  2. Die berufsvorbereitende Stufe nach der Orientierungsstufe ist modular aufgebaut und führt in eine Berufsausbildung, die Formation professionnelle. Sie endet je nach belegten Modulen mit einem berufsqualifizierenden Diplom, einem Technikerdiplom (Diplôme de Technicien) (10.–13. Klasse), dem DAP (Diplôme d’aptitude professionnelle) (10.–12. Klasse) oder dem CCP (Certificat de capacité professionnelle) (10.–12. Klasse). Das Technikerdiplom führt je nach abgeschlossenen Modulen zur Fachhochschulreife.

Von einer Schulform in die nächsthöhere überzuwechseln, also vom allgemeinen Sekundarunterricht in den klassischen Sekundarunterricht, kommt selten vor.
In der Abitur-Note der Schüler im klassischen und allgemeinen Sekundarunterricht sind die Noten des letzten Jahres zu einem Anteil von einem Drittel und die Noten der Abiturprüfungen zu einem Anteil von zwei Dritteln enthalten. Die Abiturprüfungen werden typischerweise innerhalb von zwei Wochen in allen im letzten Schuljahr belegten Fächern (je nach Sektion zwischen 9 und 14) geschrieben.

### Ausländerintegration
2017/18 waren 42,5 % der Schüler in öffentlichen Schulen in der sechsten Klasse der Grundschule Ausländer, darunter sehr viele Portugiesen. Die Verteilung der obersten Grundschulklasse beim Wechsel ins enseignement secondaire war wie folgt:
Überweisung ins enseignement secondaire classique (~Gymnasium; 1972 Schüler)
- Portugiesen: 20,1 %
- Luxemburger: 49 %

Überweisung ins enseignement général (~Realschule/Mittelschule; 2476 Schüler; ohne voie de préparation)
- Portugiesen: 60,7 %
- Luxemburger: 41,9 %

Überweisung in die voie de préparation (~Mittelschule/Förderschule; 621 Schüler)
- Portugiesen 28,1 %
- Luxemburger 8,8 %

Wiederholung der 6. Grundschulklasse (25 Schüler)
- Portugiesen 0,4 %
- Luxemburger 0,4 %

Der fehlende Erfolg besonders von portugiesischen Schülern in die höheren Schullaufbahnen und offensichtliche Integrationsprobleme in der Schule wurden ab den 1970er Jahren erkannt, jedoch zeigten Gegenmaßnahmen bis jetzt kaum Erfolg. In den meisten Schulen besteht eine große Kluft zwischen den luxemburgischen Schülern sowie Deutschen, Niederländern und Engländern mit der Hauptsprache Deutsch und den ausländischen Schülern mit der Hauptsprache Französisch; das sind vor allem Portugiesen, Franzosen, Italiener und Kapverdianer. Probleme bereiten insbesondere Schüler, die zu Hause weder Deutsch noch Französisch sprechen.
Während der Schuljahre 2008 bis 2010 betrug die Abbruchquote etwa 9 % der Gesamtschülerzahl, 2021 9,3 %.

### Schulsprachen
Für Luxemburg ist der Trilingualismus bezeichnend.
Dazu gehört der landesübliche moselfränkische Dialekt, mittlerweile als eigene Sprache anerkannt,  das Luxemburgisch im Alltag. Ab sechs Jahren lernen die Kinder Hochdeutsch, schon ein Jahr darauf auch Französisch. Die Unterrichtssprache bleibt weitgehend Deutsch.
In der Sekundarschule bleibt Deutsch die Sprache in den Beruflichen Schulen und in den unteren Klassen des klassischen Sekundarunterrichts. Ab dem Alter von 15 Jahren wird aber in den klassischen Sekundarschulen Französisch gesprochen. Englisch kommt als Pflichtfremdsprache hinzu. Wahlweise kann Spanisch oder Portugiesisch, auch Latein hinzukommen. So kommt der Fremdsprachenunterricht ungefähr auf die Hälfte der Unterrichtszeit.

### Private Schulen
In Luxemburg bestehen etliche Privat- und Internationale Schulen, auch wegen der vielen Beamten aus europäischen Behörden und der internationalen Bankangestellten. Fast alle Schüler gehen hier in der 7. Klasse in das enseignement secondaire classique - ESC.

#### Privatschulen mit an den Staat angeglichenem Lehrplan
(teilweise kirchlich)
- École Privée Marie-Consolatrice, Esch-sur-Alzette ;
- École Privée Sainte-Anne, Ettelbruck ;
- École Privée Fieldgen, Luxembourg-Ville;
- Lycée Technique Privé Emile Metz, Luxembourg-Ville;
- École Privée Notre-Dame Sainte-Sophie, Luxembourg-Ville.

#### Internationale Schulen mit einem speziellen Lehrplan
Der Lehrplan kann beispielsweise der Waldorfpädagogik folgen, auf ein ausländisches Abitur oder auf das International Baccalaureate angelegt sein.
- Fraï-ëffentlech-Waldorfschoul Lëtzebuerg, Luxembourg-Ville ;
- St. George’s International School, Luxembourg-Ville ;
- International School of Luxembourg, Luxembourg-Ville ;
- Lycée Vauban, Luxembourg-Ville;[11]
- École Privée Grandjean A.S.B.L., Luxembourg-Ville ;
- Lycée germano-luxembourgeois de Schengen;[12]
- École européenne I de Luxembourg-Kirchberg et École européenne II de Mamer.

#### Staatliche Internationale Schulen
- École internationale Gaston Thorn, Luxembourg-Ville ;
- École internationale Differdange et Esch-sur-Alzette, Differdange et Esch-sur-Alzette ;
- École internationale Mersch Anne Beffort, Mersch ;
- École internationale Mondorf-les-Bains, Mondorf-les-Bains ;
- École internationale Edward Steichen, Clervaux ;
- Lënster Lycée International School, Junglinster ;
- Lycée Michel-Lucius, Luxembourg-Ville.

## Hochschulwesen

Logo der Universität Luxemburg

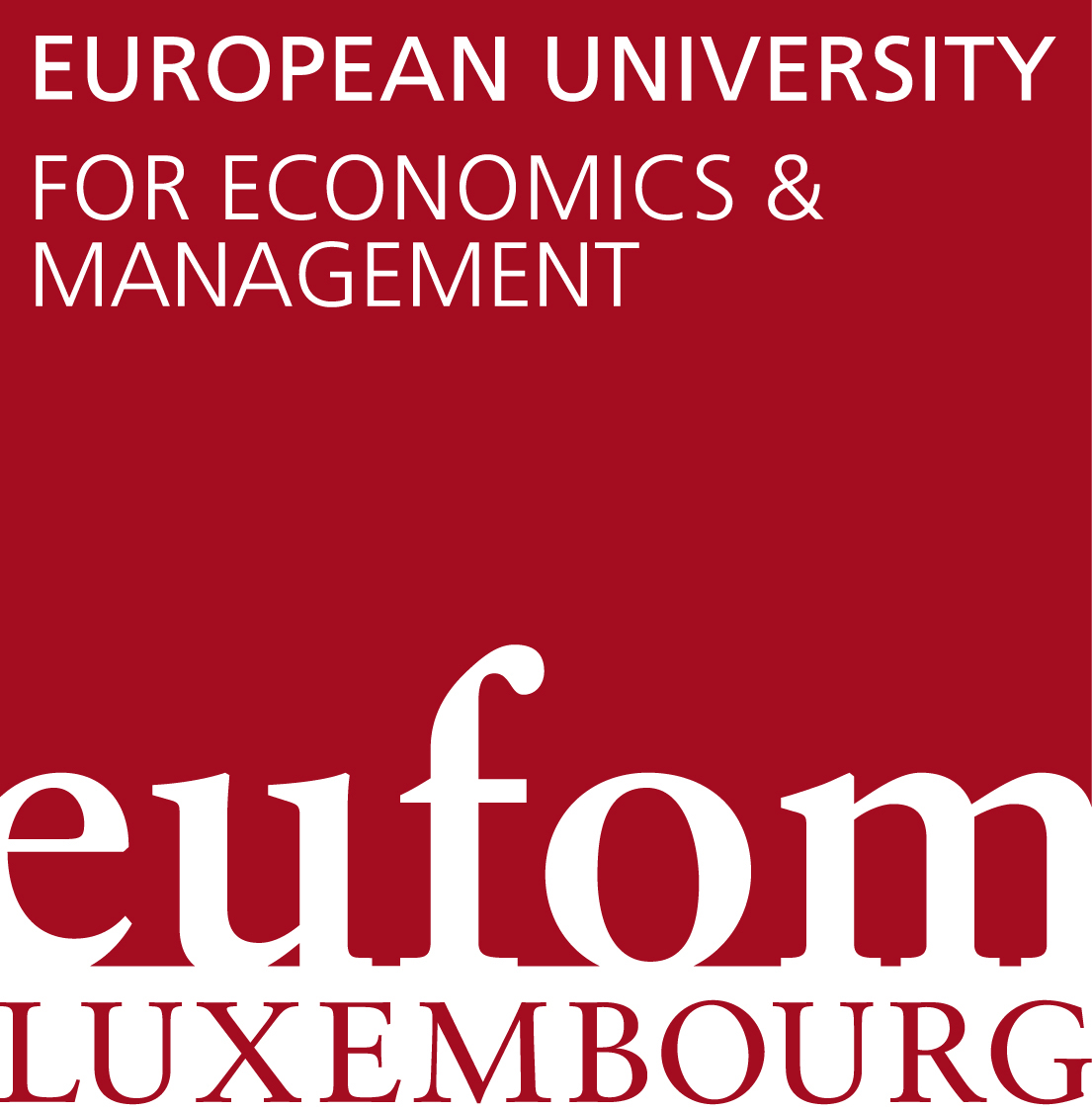
eufom-University Luxembourg

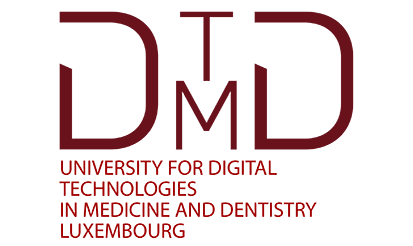
DTMD University for Digital Technologies in Medicine and Dentistry

Seit 2003 gibt es in Luxemburg die eigenständige Universität Luxemburg, die sich als mehrsprachig, international und forschungszentriert versteht und 2022 rund 6700 Studenten zählte. In den Bereichen Naturwissenschaften, Technik, Recht, Wirtschaft sowie Sozial- und Erziehungswissenschaften, Geschichte, Politikwissenschaften, Philosophie und Mehrsprachigkeit werden in drei Fakultäten Studenten ausgebildet. Die Universität bietet Bachelor- und Masterstudiengänge an und betreut Doktoranden. Der Großteil der Studiengänge kann mittlerweile vollständig bis zum Abschluss in Luxemburg studiert werden. Für Bachelor-Studenten ist jedoch ein mindestens einsemestriger Auslandsaufenthalt obligatorisch, bei denen besonders belgische, französische und deutsche Universitäten eine wichtige Rolle spielen. Mittlerweile unterhält die Universität Luxemburg auch Partnerschaftsabkommen für den Austausch von Studenten und Forschern mit rund 50 Hochschulen in 15 Ländern, darunter China, den USA und Kanada.
In Kooperation der Universität Luxemburg mit dem Luxembourg Institute of Health (LIH) sind Forschung und Promotion in Medizin, unter anderem im Bereich der modernen Molekularmedizin, möglich.
Weiterhin wurde im Jahr 2012 die staatlich anerkannte und akkreditierte private Universität eufom (European University for Economics & Management) eingerichtet. Das europäisch konzipierte Studium richtet sich gezielt an Berufstätige und Auszubildende der Großregion, die sich neben ihrer unternehmerischen oder betrieblichen Tätigkeit akademisch qualifizieren wollen. Unterrichtssprachen sind Deutsch (Bachelor) und Englisch (Master).
Im September 2016 haben die luxemburgische Handelskammer (Chambre de Commerce) und die luxemburgische Handwerkskammer (Chambre des Métiers) die ISEC Hochschule der Wirtschaft als eigenständige universitäre Nachfolgeinstitution der eufom ins Leben gerufen. Die ISEC ist staatlich anerkannt und akkreditiert.
Die DTMD University for Digital Technologies in Medicine and Dentistry, eine ISO-zertifizierte private Hochschule luxemburgischen Rechts, hat ihren Sitz im Schloss in Wiltz. Sie wurde von André Reuter (Präsident) gegründet und bietet dezidierte postgraduale, berufsbegleitende Master- und Promotionsstudiengänge für Ärzte, Zahnärzte und Zahntechniker sowie curriculare Weiterbildungen für Zahntechniker und ärztliches Assistenzpersonal an.
Der Aufbau der Universität Luxemburg soll den Forschungsstandort stärken und den Wirtschaftsstandort festigen und vermehrt  ausländische Studenten nach Luxemburg locken. Der Staat tut sich mit der Anerkennung einiger ausländischer Abschlüsse schwer, insbesondere mit Absolventen deutscher Fachhochschulen und Berufsakademien, die zum Beispiel die in der EG-Architekturrichtlinie geforderte vierjährige Berufspraxis in Deutschland nicht nachweisen können. Luxemburg hatte mit dem Institut Supérieur de Technologie eine eigene Fachhochschule, die 2003 in die neu gegründete Universität integriert wurde.
Für die Studienförderung ist die Abteilung für Studienförderung des Hochschulministeriums zuständig. Im Wintersemester 2010/11 führte die Regierung eine elternunabhängige Studienförderung ein, und im Juli 2014 beschloss das Parlament eine neue Förderung aus fünf Komponenten: eine Basisbeihilfe für jeden Studenten (2000 Euro); eine Mobilitätsbeihilfe für Studenten, die im Ausland studieren und Miete bezahlen (2000 Euro); eine Sozialbeihilfe, gekoppelt an das Einkommen der Eltern des Studierenden (bis zu 2500 Euro); eine Familienbeihilfe, wenn noch ein Geschwisterteil neben dem Studenten studiert (500 Euro), und ein Kredit in Höhe von bis zu 7000 Euro.

## Berufsausbildung
Nach einer dreijährigen Phase in der berufsvorbereitenden Unterstufe besteht innerhalb der Formation professionnelle die Möglichkeit drei unterschiedliche Ausbildungsgänge zu absolvieren:
- Die dreijährige handwerkliche und gewerbliche Berufsausbildung erfolgt sowohl nach dem dualen System im Betrieb und im allgemeinen Sekundarunterricht wie auch auf rein schulischer Basis. Als Abschluss gibt es das technische DT (Diplôme de Technicien) oder berufliche Diplom über die berufliche Reife DAP (Diplôme d’aptitude professionnelle). Diese Art der Berufsausbildung ist durch einen Mangel an Lehrlingen in vielen Berufszweigen gekennzeichnet.
- Die dreijährige berufliche Ausbildung, die mit einem Berufbefähigungszeugnis endet, dem CCP (Certificat de capacité professionnelle). Neben beruflichen Grundkenntnisse sollen hier auch soziale Kompetenzen erworben werden. Dieser Ausbildungsweg ist für Schüler gedacht, die kein Technikerdiplom oder DAP auf direktem Weg erreichen. Nach dem Erreichen des CCP können die Schüler eine Berufsausbildung in ihrem Handwerk beginnen mit dem Ziel, ein DAP zu erlangen.
- Eine vierjährige Technikerausbildung mit Technikerdiplom (Diplôme de Technicien), welches einen sofortigen Einstieg ins Berufsleben ermöglicht, jedoch auch je nach abgeschlossenen Modulen zur Fachhochschulreife führen kann.

Der Enseignement secondaire général division des professions de santé et des professions sociale (Bildungsweg der allgemeinen Sekundarstufe für Berufe des Gesundheits- und Erziehungswesens) bietet unter anderem die Möglichkeiten:
- den Beruf des Erziehers sowie den BAC zu erwerben;
- den Beruf des Krankenpflegers zu erwerben.

Dafür muss neben der 13ième noch eine 14ième, für den Beruf des Krankenpflegers zusätzlich noch eine 15ième absolviert werden.
Die Meisterprüfung wie die entsprechenden Vorbereitungskurse zum Erwerb des brevet de maîtrise werden durch die Handwerkskammer (Chambre des Métiers) durchgeführt.

## Geschichte
Im Mittelalter prägte das Kloster Echternach als Reichsabtei die gelehrte Bildung und war ein Zentrum der Buchmalerei, berühmt ist der Codex aureus Epternacensis. Der Abt Thiofrid († 1110) gehörte zu den bedeutenden Gelehrten.

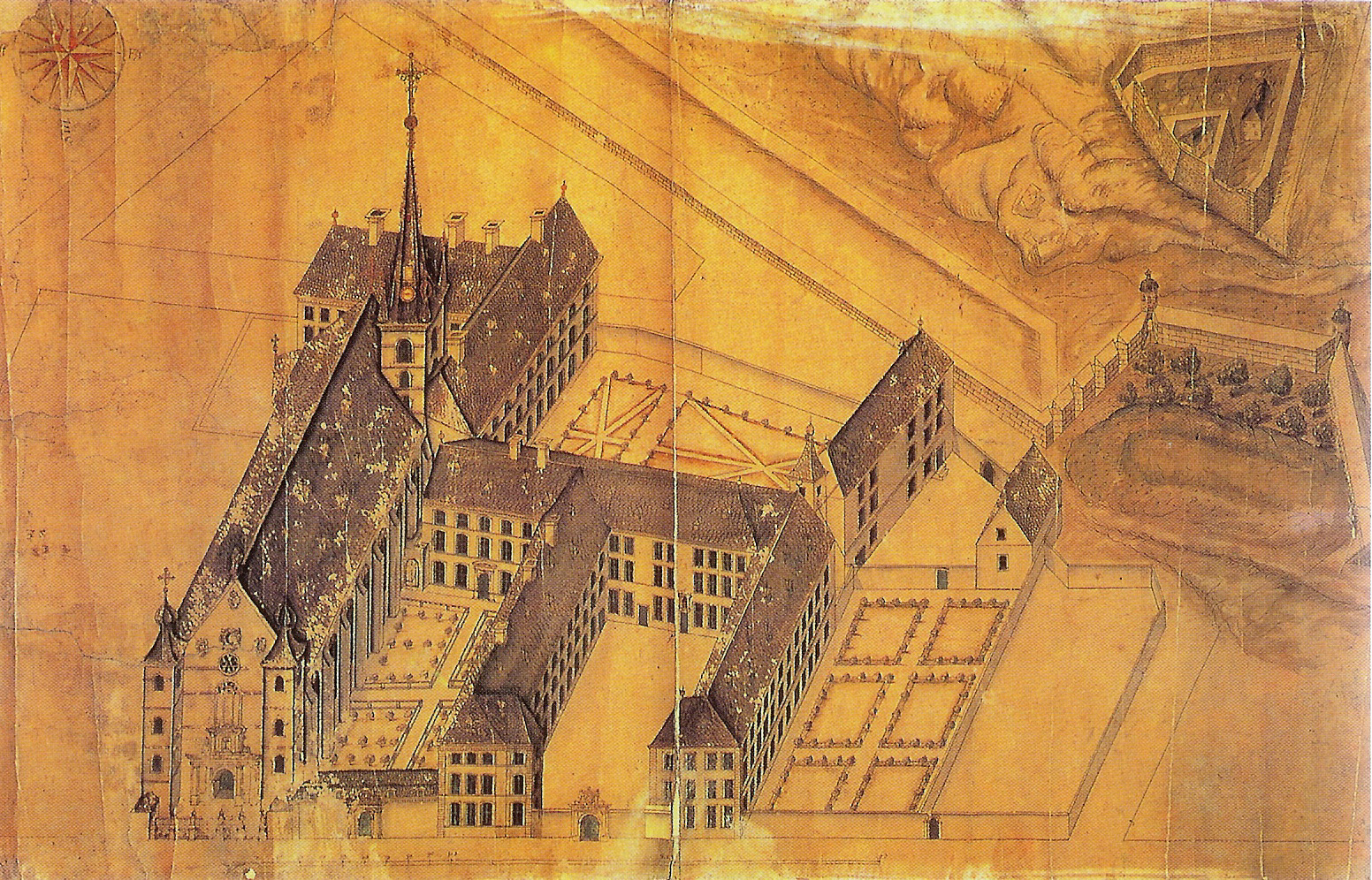
Jesuitenkirche und -kolleg Luxemburg

Die moderne Luxemburger Bildungsgeschichte ist eng mit dem Athenäum Luxemburg verbunden, der ältesten Sekundarschule. Es wurde als Jesuitenschule 1603 gegründet, das Kolleg gab den Namen bis heute Kolleisch. 1773 wurde es noch unter den Habsburgern ein königliches Kolleg, bis die französische Besatzung 1795–1814 dem ein Ende bereitete.
Dafür entstand eine École centrale 1802 bzw. École Secondaire 1805 und Collège communal 1808. Nach den Franzosen wurde es ein Gymnasium, seit 1817 Athénée Royal, Schirmherr war der König der Niederlande, der in Personalunion Großherzog von Luxemburg war. Darüber standen noch die cours supérieurs oder cours académiques, um die fehlende Universität bis weit ins 20. Jahrhundert zu ersetzen. Mit der Belgischen Revolution 1830 wurde das schulische Angebot erstmals differenziert in ein Gymnasial- und eine Mittelschulangebot, dem später noch weitere Abtrennungen von Schulen folgten. In Echternach und Diekirch entstanden nach 1850 zunächst Progymnasien, die zum Abitur am Athenäum hinführten.
Das „loi Kirpach“ vom 10. April 1881 (nach Henri Kirpach, Generaldirektor des Inneren) führte die allgemeine Schulpflicht zwischen 6 und 12 Lebensjahren gegen den Widerstand vor allem der Bauern ein. Im Bildungsgesetz von 1912 wurde sie um ein Jahr verlängert, die Lehrer benötigten kein Zeugnis über ihren Lebenswandel von der katholischen Kirche mehr. Mädchen erhielten erst im Ersten Weltkrieg über das Abitur den vollen Zugang zu Universitätsstudien. Über den konfessionell geprägten Lehrkörper behielt die Kirche aber einen großen Einfluss. Erst 1968 wurde ein lateinloses Abitur als gleichwertig anerkannt.
Unter dem Premier Werner Flesch (1980–1984) wurden die Privatschulen mit den staatlichen Schulen finanzielle und curricular angeglichen.

### Hochschulstudium
Die Universität Innsbruck und die Universität Wien tragen bereits seit der Zeit der Kaiserin Maria Theresia, die auch Herzogin von Luxemburg war, den Titel einer „Landesuniversität für Luxemburg“. Luxemburger Studenten erwerben ihre Abschlüsse traditionell im Ausland. Etwa 19,6 Prozent der Studenten sind an deutschen Hochschulen (insbesondere technische Fachrichtungen und Naturwissenschaften) eingeschrieben, jeweils 22,6 Prozent sind in Belgien und Frankreich immatrikuliert.
Im Jahr 1968 war unter den Studenten der Status der Hochschulstudien umkämpft, sie verlangten eine Aufwertung. 1970 wurden die cours supérieurs in das neue Centre universitaire de Luxembourg integriert. Erst 2003 wurde die Universität Luxemburg gegründet.

## Einzelbelege
1. ↑  Das Ministerium. 20. Dezember 2023, abgerufen am 20. Dezember 2023.
2. ↑  Luxemburg Bildungsausgaben, Anteil Staatsausgaben - Daten, Diagramm. Abgerufen am 21. Dezember 2023 (englisch).
3. ↑  Luxemburgs boombastische Gehälter füt Lehrer. In: Diegrenzgaenger. 24. September 2019, abgerufen am 21. Dezember 2023.
4. ↑  Basistabelle Öffentliche Gesamtausgaben für Bildung. Abgerufen am 20. Dezember 2023.
5. ↑  PISA-Studie / Luxemburg macht künftig wieder mit: Schulniveau laut Gewerkschaft „dramatisch“ gesunken. Abgerufen am 21. Dezember 2023.
6. ↑  Schulische Inklusion in Luxemburg. 6. Dezember 2023, abgerufen am 20. Dezember 2023.
7. ↑  Sekundarunterricht. 25. Oktober 2023, abgerufen am 20. Dezember 2023.
8. ↑  Das luxemburgische Schulsystem. (PDF) In: Bildungsbericht Luxemburg. 2021, S. 32, abgerufen am 21. Dezember 2023.
9. ↑  Interregionale Arbeitsmarktbeobachtungsstelle (IBA)· Observatoire interrégional du marché de l'emploi (OIE) c/o INFO-Institut e V. Saarbrücken· Sarrebruck: Schulabbrecher | IBA·OIE. 23. Januar 2023, abgerufen am 20. Dezember 2023.
10. ↑  Die Sprachen in der Luxemburger Schule. 8. Dezember 2023, abgerufen am 20. Dezember 2023.
11. ↑  Vauban - École et Lycée Français de Luxembourg. Abgerufen am 20. Dezember 2023.
12. ↑  Home Deutsch-Luxemburgische Schule Schengen. Abgerufen am 20. Dezember 2023.
13. ↑  RESEARCH DEDICATED TO LIFE. In: Luxembourg Institute of Health. Abgerufen am 21. Dezember 2023.
14. ↑  LIH Departments. In: Luxembourg Institute of Health. Abgerufen am 4. Januar 2021 (amerikanisches Englisch).
15. ↑  eufom Business School | Studieren – praxisnah und international. Abgerufen am 20. Dezember 2023.
16. ↑  Homepage ISEC. Abgerufen am 20. Dezember 2023.
17. ↑  Home DTMD. Abgerufen am 20. Dezember 2023.
18. ↑  Eine staatliche Studienbeihilfe beantragen (AideFi). 1. August 2023, abgerufen am 20. Dezember 2023.
19. ↑  Berufsausbildung. 25. Oktober 2023, abgerufen am 20. Dezember 2023.